# Värvade armén
Värvade armén var den del av den svenska armén som före 1901 uppsattes genom värvning, vilket skilde sig från övriga armén som uppsattes genom rotering.

## Styrka
Sveriges värvade trupper uppgick vid början på Karl XI:s regeringstid till omkring 16 000 man (mot 38 000 man indelta trupper). Under frihetstiden bestod den värvade armén av omkring 12 000 man (varav något mera än 3 000 man artilleri). År 1808 bestod den av 14 134 man (9 085 infanteri, 1 020 kavalleri, 3 829 artilleri och 200 pionjärer). Närmare en tredjedel av 1808 års värvade armé var tjänstledig mellan de årliga vapenövningarna. Större delen av de värvade trupperna var förlagda i Finland och Pommern och sedan dessa riksdelar förlorats minskades de värvade trupperna betydligt och räknade 1870 6 900 man.

## Förband

### Fram till 1808
- Svea Livgarde
- Svenska gardesregementet
- Finska gardesregementet
- Drabantkåren
- Konungens eget värvade regemente
- Drottningens livregemente till fot
- Änkedrottningens livregemente
- Livdragonregementet
- Livgardets lätta dragoner
- Livregementet till häst
- Adelsfanan
- Jägerhornska regementet
- Spenska regementet
- Garnisonsregementet i Stralsund
- Posseska regementet
- Garnisonsregementet i Göteborg
- Savolax fotjägarregemente
- Artilleriregementet
- Värmlands fotjägarbataljon
- Adlercreutz regemente

### Efter 1808
- Svea livgarde
- Andra livgardet
- Konungens eget värvade regemente
- Drottningens livregemente till fot
- Livgardet till häst
- Göta artilleriregemente
- Svea artilleriregemente
- Wendes artilleriregemente
- Norrlands artilleriregemente
- Upplands artilleriregemente
- Smålands artilleriregemente
- Gotlands artilleriregemente
- Fyrverkarkåren
- Trängen
- Fortifikationen
- Spenska regementet
- Kronprinsens husarregemente
- Skånska husarregementet
- Skånska dragonregementet
- Norrlands dragonregemente
- Värmlands fältjägarregemente

## Nya värvade regementen
När indelningsverket började avvecklas under slutet av 1800-talet övergick Norrbottens regemente, Västerbottens regemente och Gotlands infanteriregemente på värvad stat.